# V-리그 2015-16
NH농협 2015~2016 V-리그는 대한민국의 프로배구 V-리그의 열두 번째 시즌이다. 여자부의 외국인선수 선발 방식을 자유계약에서 공개 트라이아웃 선발제도로 변경하여 운영한 첫 시즌이다.

## 참가 구단

### 남자부
| 구단                         | 연고지 | 홈 경기장      |
| ---------------------------- | ------ | -------------- |
| 구미 KB손해보험 스타즈       | 구미   | 박정희체육관   |
| 대전 삼성화재 블루팡스       | 대전   | 충무체육관     |
| 인천 대한항공 점보스         | 인천   | 계양체육관     |
| 천안 현대캐피탈 스카이워커스 | 천안   | 유관순체육관   |
| 서울 우리카드 한새           | 서울   | 장충체육관     |
| 수원 한국전력 빅스톰         | 수원   | 수원실내체육관 |
| 안산 OK저축은행 러시앤캐시   | 안산   | 상록수체육관   |

### 여자부
| 구단                         | 연고지 | 홈 경기장      |
| ---------------------------- | ------ | -------------- |
| 김천 한국도로공사 하이패스   | 김천   | 김천실내체육관 |
| 대전 KGC인삼공사             | 대전   | 충무체육관     |
| 수원 현대건설 힐스테이트     | 수원   | 수원실내체육관 |
| 인천 흥국생명 핑크스파이더스 | 인천   | 계양체육관     |
| GS칼텍스 서울 KIXX           | 서울   | 장충체육관     |
| 화성 IBK 기업은행 알토스     | 화성   | 화성실내체육관 |

## 외국인 선수 트라이아웃
2015-2016 시즌부터 여자부에 한해 외국인 선수 선발 방식이 공개 트라이아웃 선발제도로 바뀌었다.
여자부 트라이아웃의 참가자격은 미국 국적의 만 21~25세 대학 졸업예정자 및 해외리그 3년 이하의 선수 경험자로 포지션은 공격수(레프트· 라이트· 센터)에 해당하는 선수이다. 각 구단별 선발 인원은 1명이다. 선발방식은 전년성적의 역순에 의한 그룹별 확률 추첨제로 선발한다.
트라이아웃은 참가 신청자 29명을 대상으로 진행되며, 각 구단이 선발한 선수의 계약기간은 8월부터 2016년 3월까지이며 1~3순위는 15만 달러(약 1억600만원), 4~6순위는 12만 달러(약 1억2000만원)의 급여가 지급된다.
트라이아웃 선수들은 1년에 한해 재계약이 가능하며, 시즌 중 대체선수가 필요할 경우 트라이아웃 참가선수 중 계약이 가능한 선수에 한해 마지막 라운드 시작 전까지 1회 교체가 가능하다.

### 트라이아웃 선발 선수 명단
| 순위 | 선수          | 국적 | 포지션 | 신장  | 구단         |
| ---- | ------------- | ---- | ------ | ----- | ------------ |
| 1    | 헤일리 스펠만 | 미국 | 라이트 | 197cm | KGC인삼공사  |
| 2    | 캐서린 벨     | 미국 | 레프트 | 187cm | GS칼텍스     |
| 3    | 테일러 심슨   | 미국 | 레프트 | 188cm | 흥국생명     |
| 4    | 에밀리 하통   | 미국 | 레프트 | 188cm | 현대건설     |
| 5    | 리즈 맥마혼   | 미국 | 라이트 | 198cm | IBK기업은행  |
| 6    | 레슬리 시크라 | 미국 | 라이트 | 192cm | 한국도로공사 |

## 대회 결과

### 정규 시즌

#### 남자부
| 순위 | 팀         | 승 | 패 | 승점 | 비고               |
| ---- | ---------- | -- | -- | ---- | ------------------ |
| 1    | 현대캐피탈 | 28 | 8  | 81   | 챔피언 결정전 진출 |
| 2    | OK저축은행 | 23 | 13 | 71   | 플레이오프 진출    |
| 3    | 삼성화재   | 23 | 13 | 66   | 준플레이오프 진출  |
| 4    | 대한항공   | 21 | 15 | 64   | 준플레이오프 진출  |
| 5    | 한국전력   | 14 | 22 | 52   |                    |
| 6    | KB손해보험 | 10 | 26 | 36   |                    |
| 7    | 우리카드   | 7  | 29 | 15   |                    |

#### 여자부
| 순위 | 팀           | 승 | 패 | 승점 | 비고               |
| ---- | ------------ | -- | -- | ---- | ------------------ |
| 1    | IBK기업은행  | 20 | 10 | 59   | 챔피언 결정전 진출 |
| 2    | 현대건설     | 17 | 13 | 56   | 플레이오프 진출    |
| 3    | 흥국생명     | 18 | 12 | 56   | 플레이오프 진출    |
| 4    | GS칼텍스     | 15 | 15 | 45   |                    |
| 5    | 한국도로공사 | 13 | 17 | 28   |                    |
| 6    | KGC인삼공사  | 7  | 23 | 26   |                    |

## 최종순위

### 남자부
| 순위 | 팀         |
| ---- | ---------- |
| 1    | OK저축은행 |
| 2    | 현대캐피탈 |
| 3    | 삼성화재   |
| 4    | 대한항공   |
| 5    | 한국전력   |
| 6    | KB손해보험 |
| 7    | 우리카드   |

| V-리그 2015-16 남자부  |
| ---------------------- |
| OK저축은행 두번째 우승 |

### 여자부
| 순위 | 팀                           |
| ---- | ---------------------------- |
| 1    | 수원 현대건설                |
| 2    | 화성 IBK기업은행 알토스      |
| 3    | 인천 흥국생명 핑크스파이더스 |
| 4    | GS칼텍스 서울 KIXX           |
| 5    | 김천 한국도로공사 하이패스   |
| 6    | 대전 KGC인삼공사             |

| V-리그 2015-16 여자부             |
| --------------------------------- |
| 수원 현대건설 배구단 두 번째 우승 |